# 窑子头乡
窑子头乡，是中华人民共和国山西省朔州市朔城区下辖的一个乡镇级行政单位。

## 行政区划
窑子头乡下辖以下地区：
窑子头村、丰预村、裕民村、瓦窑头村、井子洼村、上中坡村、官堡沟村、麻子沟村、梨元头村、前寨村、稻畦村、后寨村、梵王寺村、沙河村、青圪塔村、水泉梁村、下圪姥村、趄坡村、上圪姥村、西套村、马家梁村和下坡村。